# Volleybalvereniging Alterno 2019-2020
Questa voce raccoglie le informazioni riguardanti il Volleybalvereniging Alterno nelle competizioni ufficiali della stagione 2019-2020.

## Organigramma societario
Area direttiva
- Presidente: Henk Wijnsma

Area tecnica
- Primo allenatore: William Klaver

## Rosa
| N° | Nome                | Ruolo | Data di nascita   | Nazionalità sportiva |
| -- | ------------------- | ----- | ----------------- | -------------------- |
| 1  | Yvette Visser       | L     | 2000              | Paesi Bassi          |
| 2  | Sanne Konijnenberg  | P     | 30 agosto 2004    | Paesi Bassi          |
| 5  | Lisa Nobel          | S     | 7 agosto 2000     | Paesi Bassi          |
| 6  | Lauri Luijken       | S     | 1º gennaio 1994   | Paesi Bassi          |
| 7  | Daphne Broekhuis    | P     | 29 aprile 2001    | Paesi Bassi          |
| 8  | Froukje Hoenderboom | S     | 17 febbraio 2000  | Paesi Bassi          |
| 9  | Benthe Wismans      | O     | 1999              | Paesi Bassi          |
| 10 | Kirsten Bröring     | C     | 3 luglio 2000     | Paesi Bassi          |
| 11 | Moniek Jansen       | O     | 26 agosto 1992    | Paesi Bassi          |
| 12 | Romy Hietbrink      | C     | 27 ottobre 1993   | Paesi Bassi          |
| 13 | Sophie Posthumus    | L     | 23 settembre 2004 | Paesi Bassi          |
| 14 | Marjolein Oskam     | C     | 6 maggio 1996     | Paesi Bassi          |
| 15 | Anna Zijl           | O     | 19 febbraio 2002  | Paesi Bassi          |

## Statistiche

### Statistiche di squadra
| Competizione          | Punti | In casa | In casa | In casa | In trasferta | In trasferta | In trasferta | Totale | Totale | Totale |
| Competizione          | Punti | G       | V       | P       | G            | V            | P            | G      | V      | P      |
| --------------------- | ----- | ------- | ------- | ------- | ------------ | ------------ | ------------ | ------ | ------ | ------ |
| Eredivisie            | 10    | 10      | 3       | 7       | 10           | 1            | 9            | 20     | 4      | 16     |
| Coppa dei Paesi Bassi | -     | 0       | 0       | 0       | 1            | 0            | 1            | 1      | 0      | 1      |
| Totale                | -     | 10      | 3       | 7       | 11           | 1            | 10           | 21     | 4      | 17     |